# Kneria rukwaensis
Kneria rukwaensis é uma espécie de peixe da família Kneriidae.
É endémica da Tanzânia.
Os seus habitats naturais são: rios.